# وشه دره (تشل تسمه الغربية سقز)
قرية وشه دره (بالكردية: وەشەدەرە) هي إحدى القرى التابعة لـتشل تشمه الغربي في ريف قسم سرشيو من مقاطعة سقز، في محافظة كردستان الإيرانية.

## السكان
حسب إحصاءات سنة 2006، بلغ إجمالي السكان في وشه دره 249 نسمة وعدد المساكن 46 مسكن. لغة سكان وشه دره هي اللغة الكردية و هم من أهل السنة والجماعة والمذهب الشافعي.